# 渋谷実
渋谷 実（しぶや みのる、1907年1月2日 - 1980年12月20日）は、日本の映画監督である。

## 生涯
東京浅草区七軒町（現・台東区元浅草）に生まれる。慶應義塾大学文学部英語英文学科に入学するが、胸を病み療養生活を送る。回復後、松竹蒲田撮影所に出入りし、牛原虚彦監督の見習い助手を務める。
1930年、松竹に助監督として正式入社。成瀬巳喜男、五所平之助両監督につく。1937年、小津安二郎監督の『淑女は何を忘れたか』の助監督を務めた後、『奥様に知らすべからず』で監督デビュー。松竹蒲田らしいメロドラマに乾いた笑いを取り込んだ作品を次々と発表し、若手のホープとなった。
1944年、『激流』の着手直前に召集令状が来たため、監督は家城巳代治が務めることとなった。
戦後になって、『自由学校』、『本日休診』など戦後風俗をコミカルに描いた作品で喜劇映画の復活を支えた。また、『現代人』、『青銅の基督』などの作品では辛辣な社会風刺を盛り込み、存在感を示した。その作風は門下の川島雄三に引き継がれている。

## 作風
上述通り、正に松竹蒲田テイストと呼ぶべきエスプリの効いたドラマやシニカルな笑いの演出に優れていた。これはフィルモグラフィーのほぼ全般に亘って言えることで、『勲章』（1954年）や『喜劇 仰げば尊し』（1966年）という松竹以外での作品にも見られる傾向である。この作風は当時の観客には非常に好評を博し、存命中は小津安二郎、木下惠介に並び称される高い観客動員力を誇った。小津が『秋刀魚の味』の次回作として温めていた企画『大根と人参』を監督するに至ったのも、そうした人気と実力を評価された故である。
また一方では『てんやわんや』で淡島千景を映画界に送り出したり、笠智衆を『四人目の淑女』(1948年)や『酔っぱらい天国』(1962年)などで小津、木下作品や「男はつらいよ」シリーズとは一線を画す役柄を演じさせたり、と俳優の潜在的な能力を引き出す手腕にも長けていた。池部良も、『現代人』（1952年）を通じて演技に開眼したと語っている。

## 作品

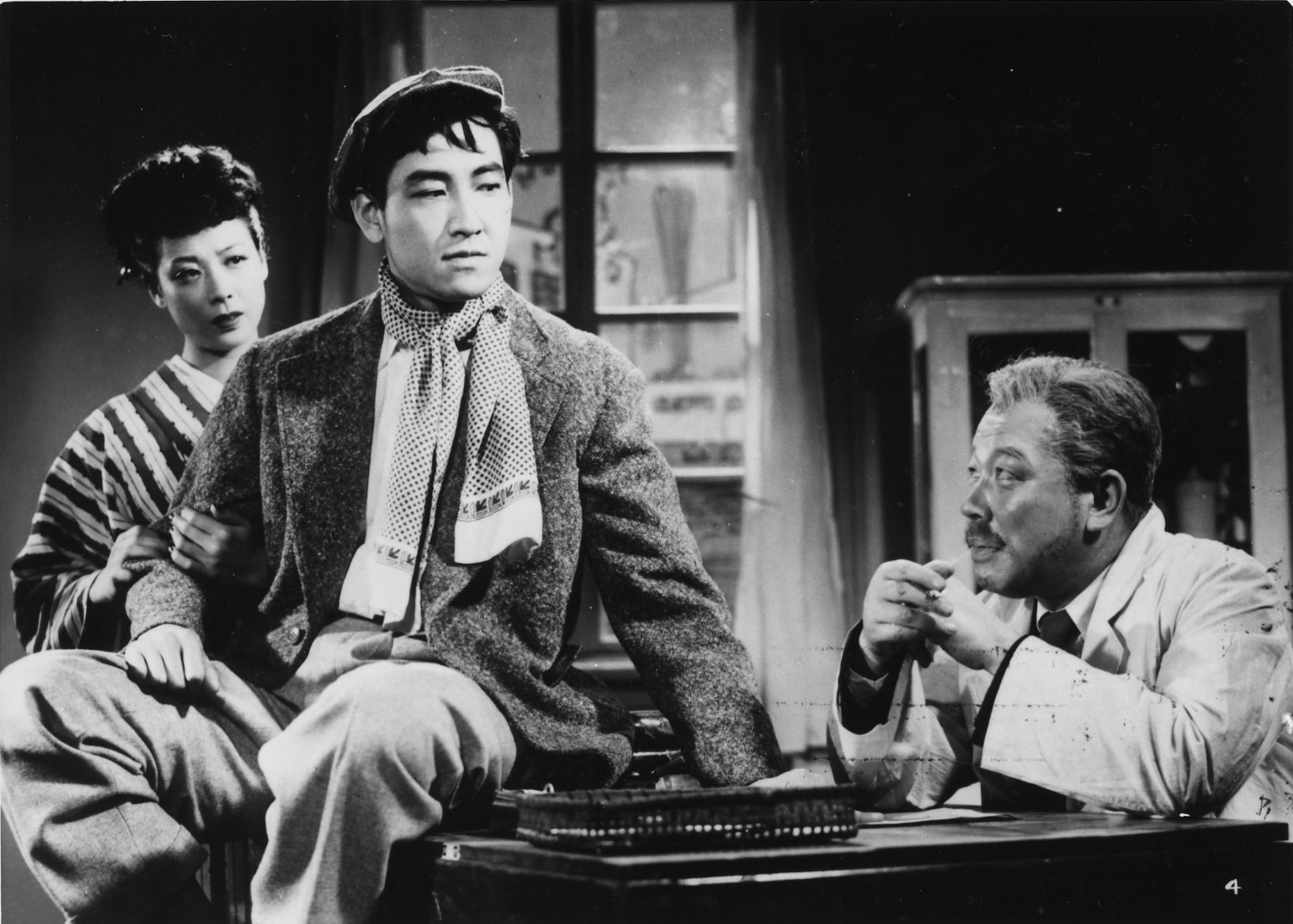
『本日休診』（1952年）

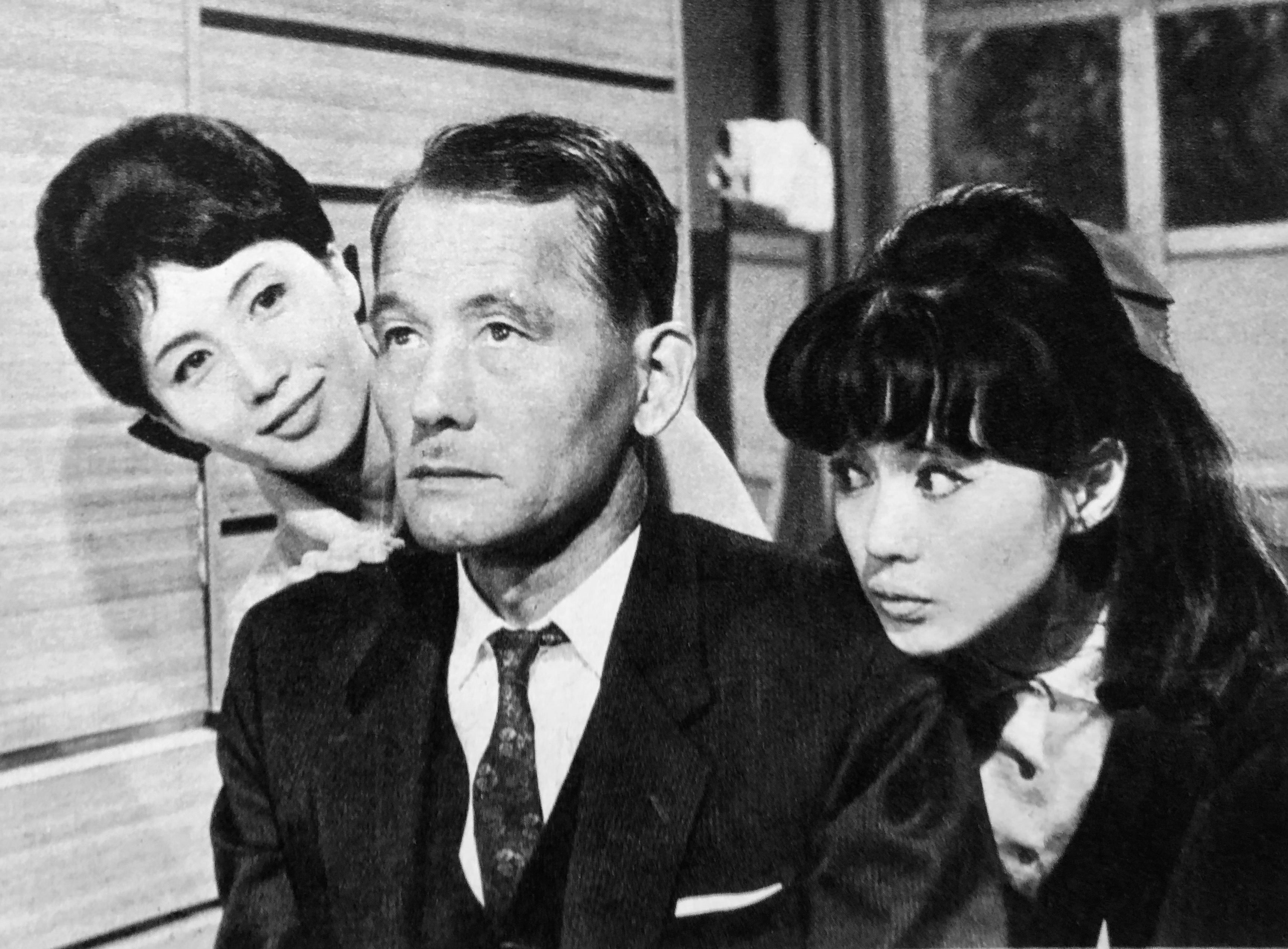
『大根と人参』（1965年）

- 奥様に知らすべからず（1937年）
- ママの縁談（1937年）
- 母と子（1938年）
- 十日間の人生（1941年）
- 或る女（1942年）
- をぢさん（1943年、原研吉と共同）
- 激流（1944年）
- 情炎（1947年）
- 四人目の淑女(1948年)
- てんやわんや（1950年）
- 自由学校（1951年）
- 本日休診（1952年）
- 現代人（1952年）
- やっさもっさ（1953年）
- 勲章（1954年）
- 青銅の基督（1955年）
- 正義派（1957年）
- 気違い部落（1957年）
- 悪女の季節（1958年）
- バナナ（1960年）
- もず（1961年）
- 好人好日（1961年）
- 酔っぱらい天国（1962年）
- モンローのような女（1964年）
- 大根と人参（1965年）
- 喜劇 仰げば尊し（1966年）

## 論文集
- 『渋谷実 巨匠にして異端』 志村三代子・角尾宣信編、水声社、2020年。ISBN 978-4801005105